# Дибова (Сливенська область)
Ди́бова (болг. Дъбова) — село в Сливенській області Болгарії. Входить до складу общини Котел.

## Населення
За даними перепису населення 2011 року у селі проживали 16 осіб, усі — турки.
Розподіл населення за віком у 2011 році:
Динаміка населення: